# Tony Clarke (Sänger)
Tony Clarke (* 13. April 1940 in New York; † 28. August 1971 in Detroit; bürgerlich Ralph Thomas Williams) war ein US-amerikanischer Rhythm-and-Blues- und Soul-Sänger.

## Biografie
Clarke wuchs zunächst in New York auf, ehe er 1950 mit seiner Familie nach Detroit zog. Nach seiner Schulzeit ließ er sich als Sänger ausbilden. Bei der kleinen Plattenfirma Stepp brachte er unter seinem ersten Pseudonym Tall Tonio and The Mello-Dee's 1960 seine erste Schallplatte mit den Titeln Hod Rod Car / Ten Reasons heraus, die weitgehend unbeachtet blieb. 1962 unternahm er, nun unter dem Namen Tony Clarke, bei der Plattenfirma Fascination einen weiteren vergeblichen Versuch mit der Single Cry / Love Must Be Taboo. 1963 war Clarke als Songschreiber erfolgreich. Die beiden von ihm geschriebenen Titel Pushover und Two Sides, beide gesungen von Etta James konnten sich in den Billboard Hot 100 platzieren (Rang 25 bzw. 63).
Ein Jahr später gelang es Clarke, einen Plattenvertrag bei der erfolgreichen Chicagoer Plattenfirma Chess einen Vertrag zu bekommen. Die erste Chess-Single enthielt ebenfalls einen von Clark geschriebenen Titel, Woman, Love And A Man. Chess brachte den Song auf seiner Single Nr. 1880 im Januar 1964 gleich in zwei Versionen auf den Markt, und die Platte erreichte im Februar 1964 Platz 81 in den Billboard Hot 100. Nachdem die zweite Chess-Produktion wieder gefloppt hatte, kehrte Clark mit dem wiederum von ihm geschriebenen Titel The Entertainer im März 1965 in die Billboard Hot 100 zurück. Dort stieg der Titel bis auf Rang 31, in den Rhythm-and-Blues-Charts kam er sogar bis auf den 10. Platz.
Auf diese Weise landesweit bekannt geworden, startete er US-Tourneen, unter anderem mit James Brown, und trat in Dick Clarks Fernsehshow American Bandstand auf. 1966 ließ sich Clarke in Hollywood nieder und gründete zusammen mit dem Arrangeur Roger Spotts die Produktionsfirma Earthquake Productions. Die letzte Single bei Chess wurde 1967 herausgebracht, brachte aber auch wie die zuvor auf den Markt gebrachten Produktionen zunächst keinen Erfolg. Erst nach Clarks Tod wurde der Titel Landslide in den 1970er Jahren in Großbritannien zu einem beachtlichen Diskothekenrenner. Nachdem der Plattenvertrag bei Chess ausgelaufen war, wechselte Clark zur Plattenfirma Chickory, wo es jedoch nur 1967 zu einer Plattenveröffentlichung kam. Ab 1968 wohnte Clark wieder in Detroit, wo auch seine geschiedene Frau mit den gemeinsamen Kindern wohnte. Dort bekam er einen Vertrag bei der kleinen Plattenfirma M-S Records, für die er als Songschreiber arbeitete und wo er seine letzte Single A Wrong Man / No Sense of Direction (Katalognummer 206) herausbrachte. In den frühen Morgenstunden des 28. August 1971 wurde er im Streit mit seiner Ex-Frau von dieser erschossen.

## Diskografie
| Titel                                                           | Kat.Nr.          | veröffentl. |
| --------------------------------------------------------------- | ---------------- | ----------- |
| Cry / Love Must Be Taboo                                        | Fascination 1010 | 1962        |
| Woman, Love And A Man (Part 1) / Woman, Love And A Man (Part 2) | Chess 1880       | 1/1964      |
| Ain't Love Good, Ain't Love Proud / Coming Back Strong          | Chess 1894       | 5/1964      |
| The Entertainer / This Heart of Mine                            | Chess 1924       | 3/1965      |
| Poor Boy / Fugitive Kind                                        | Chess 1935       | 9/1965      |
| You're a Star / Joyce Elaine                                    | Chess 1944       | 11/1965     |
| Landslide / You Made Me a V.I.P.                                | Chess 1979       | 1967        |
| Ghetto Man / Love Power                                         | Chickory 409     | 1967        |
| A Wrong Man / No Sense of Direction                             | M-S 206          | 1968        |